# Президентские выборы в Колумбии (1982)
Президентские выборы в Колумбии 1982 года прошли 30 мая.
Белисарио Бетанкур Куартас от Консервативной партии сумел набрать 46,8 % голосов пришедших на выборы избирателей, таким образом он был избран президентом Колумбии.
Выборы проходили на фоне активности партизан ФАРК и роста наркотрафика в США, что не могло не сказаться на уровне поддержки Хулио Сесара Турбая Айяла и его Либеральной партии. Сама партия была расколота на 2 фракции, отделившийся от неё Луис Карлос Галан со своим движением «Новый либерализм» не обладая крепкой поддержкой либеральных политиков, завоёвывал постепенно свою популярность, путешествую и выступая по стране в рамках кампании.

## Результаты
| Кандидат                           | Партия                                                   | Количество голосов | %    |
| ---------------------------------- | -------------------------------------------------------- | ------------------ | ---- |
| Белисарио Бетанкур Куартас         | Колумбийская консервативная партия-Национальное движение | 3 189 278          | 46.8 |
| Альфонсо Лопес Микельсен           | Колумбийская либеральная партия                          | 2 797 627          | 41.0 |
| Луис Карлос Галан                  | Новый либерализм                                         | 745 738            | 10.9 |
| Херардо Молина                     | Демократический фронт                                    | 82 858             | 1.2  |
| Флорентино Поррас Пардо            | Reivindicación Popular                                   | 159                | 0.0  |
| Другие кандидаты                   | Другие кандидаты                                         | 6 142              | 0.1  |
| Недействительные бюллетени         | Недействительные бюллетени                               | 18 590             | -    |
| Всего                              | Всего                                                    | 6 840 392          | 100  |
| Зарегистрированные избиратели/явка | Зарегистрированные избиратели/явка                       | 13 734 093         | 49.8 |